# مارسيل ديسايي

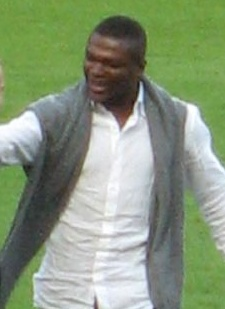

مارسيل ديسايي (بالفرنسية: Marcel Desailly)‏ من مواليد 7 سبتمبر 1968 في أكرا في غانا، لاعب كرة قدم فرنسي. انتقل إلى فرنسا وهو في الرابعة من عمره بعد أن تبناه أحد الفرنسيين، وبدأ مسيرته الكروية مع نادي نانت في عام 1986 حيث لعب لهم حتى عام 1992 وشارك خلال هذه الفترة ب164 مباراة مع النادي وسجل فيها 5 أهداف، وفي موسم 1992/1993 انتقل إلى نادي مارسيليا، وفاز معهم بلقب دوري أبطال أوروبا، وفي عام 1994 انتقل إلى نادي إيه سي ميلان، وفاز معهم في أول موسم بلقب دوري أبطال أوروبا، ليصبح أول لاعب في تاريخ البطولة يفوز بلقب دوري أبطال أوروبا مع ناديين مختلفين في سنتين متتاليتين، وفاز مع إيه سي ميلان بلقب الدوري الإيطالي مرتين في عام 1994 و1996، وقد كان يلعب في مركز الوسط المتأخر أول قلب الدفاع.
في عام 1998 انتقل مارسيل ديساييه إلى نادي تشيلسي الإنجليزي حيث لعب لهم حتى عام 2003، وانتقل في موسم 2004/2005 إلى نادي الغرافة القطري، وساعدهم على الفوز بالدوري القطري، وفي عام 2005 انتقل إلى نادي قطر، ولكنه لم يستمر معهم بسبب الإصابة، وقرر بعدها اعتزال كرة القدم. وكان ديساييه فاز مع منتخب فرنسا لكرة القدم بكأس العالم 1998 وكأس أوروبا 2000، ويعتبر أكثر اللاعبين الفرنسيين مشاركة مع منتخب فرنسا لكرة القدم، حيث لعب 116 مباراة دولية وسجل فيها 3 أهداف، وقد اعتزل دوليا بعد كأس أوروبا 2004. ويعتبر ديساييه من أفضل اللاعبين في آخر عقدين، ولدى ديساييه حلم يريد تحقيقه، ألا وهو تدريب منتخب غانا لكرة القدم.

## روابط خارجية
- مارسيل ديسايي على موقع الاتحاد الدولي (مؤرشف)  (الإنجليزية)
- مارسيل ديسايي على موقع قاعدة بيانات كرة القدم.إي يو (الإنجليزية)
- مارسيل ديسايي على موقع ليكيب (الفرنسية)
- مارسيل ديسايي على موقع ناشيونال فوتبول تيمز (الإنجليزية)
- مارسيل ديسايي على موقع Soccerbase.com (لاعب) (الإنجليزية)
- مارسيل ديسايي على موقع Soccerway.com (الإنجليزية)
- مارسيل ديسايي على موقع عالم كرة القدم.نت (الإنجليزية)
- مارسيل ديسايي على موقع كووورة